# Victoria Principal
Vicki Ree Principal (Japán, Fukuoka, 1950. január 3. –) amerikai színésznő. 
A magyar közönség leginkább a Dallas című tévésorozat Pamelájaként ismeri.

## Élete és pályafutása
Apja, Victor Principal olasz származású amerikai katona volt, akit különböző támaszpontokra vezényeltek (Victoria ezért japán születésű), míg édesanyja, Berthe Ree Veal Írországból került Amerikába. Gyerekkorában balettiskolába járt. Szüleivel bejárta a fél világot, kamaszként az autóversenyzés szenvedélyének hódolt. 19 évesen lett Miss Miami, ekkor kezdődött fotómodell karrierje. Londonban a Királyi Színiakadémián (RADA) tanult színészetet. Közben gyógymasszázst is tanult, különös tekintettel a speciális porckorong-károsodásra. Orvosi masszázsból oklevelet is szerzett. Első komolyabb filmszerepét Charlton Heston mellett a Földrengés című 1974-es filmben kapta. Az igazi sikert és ismertséget az 1978-ban indult Dallas című tévésorozat hozta meg számára, melyben Pamela Ewingot alakította Patrick Duffy oldalán. A szerep miatt Golden Globe-díjra is jelölték, de 9 év után (1987-ben) mégis elhagyta a sorozatot. Produceri irodát nyitott, és sorra gyártotta a filmeket, melyekben olykor-olykor magának is juttatott egy- egy szerepet.  Utoljára a 2000-ben forgatott Titánok (Titans) című sorozatban láthatta a magyar közönség, mely a Dallashoz hasonló családregény, és ebben Victoria immár anyaszerepben jelent meg.

## Magánélete
Első igazi szerelme Frank Sinatra volt, de Victoria hosszabb időt töltött el Anthony Perkins társaságában is. A Dallas forgatása idején ismerkedett meg Christopher Skinner színésszel, akivel össze is házasodtak, de a frigy nem tartott sokáig. Victoria beleszeretett a nála fiatalabb Andy Gibb-be. Kezdetben nagy szerelem volt, Los Angelesben az új álompárról írtak, de Victoria nehezen viselte Andy drogfüggőségét és az ebből eredő megaláztatásokat. Az 1980-as évek közepén viharos körülmények között elváltak. 1985-ben Victoria megismerkedett Hollywood egyik legismertebb plasztikai sebészével, dr. Harry Gassmann-nal, és hamarosan házasságot kötöttek. A boldog házasságot gyermekáldás nem kísérte. Victoria nemcsak színészként, de természetvédőként is gyakran nyilatkozik. Sőt gazdátlan kutyákat is pártfogol, és komoly összegeket költ az ilyen állatok helyzetének javítására.

## Egyéb tevékenységek
A Dallas sorozatból kilépett Victoria nem sokáig tétlenkedett. Korábbi természetgyógyász és masszázs tapasztalatait felhasználva könyvek írásába kezdett, és sikeres üzletasszony lett. Szépség (The Beauty Principal), Test (The Body Principal) és Principal diétája (The Diet Principal) címmel trilógiája jelent meg a könyvpiacon. Mindhárom mű kirobbanó siker volt Amerikában, hiszen arról írt, hogyan őrizhetik meg a nők jó alakjukat, szépségüket; mit tehetnek a ráncok ellen, és hogyan éljünk minél egészségesebben. Újabban saját bőrápoló krémjei és más termékei jelentek meg a kozmetikai piacon (Principal Secret).

## Ismertebb filmjei

### Játékfilmek
| Év   | Film                                                               | Szerep            | Rendező           |
| ---- | ------------------------------------------------------------------ | ----------------- | ----------------- |
| 1972 | Roy Bean bíró élete és kora (The Life and Times of Judge Roy Bean) | Maria Elena       | John Huston       |
| 1973 | The Naked Ape                                                      | Cathy             | Donald Driver     |
| 1974 | Földrengés (Earthquake)                                            | Rosa              | Mark Robson       |
| 1976 | I Will, I Will...for Now                                           | Jackie Martin     | Norman Panama     |
| 1976 | Vigilante Force                                                    | Linda Christopher | George Armitage   |
| 1998 | Michael Kael vs. the World News Company                            | Leila Parker      | Christopher Smith |

### Televízió
| Év   | Cím                                              | Szerep                       | Megjegyzések                                                     |
| ---- | ------------------------------------------------ | ---------------------------- | ---------------------------------------------------------------- |
| 1973 | Love, American Style                             |                              |                                                                  |
| 1973 | Love Story                                       | Karen                        |                                                                  |
| 1974 | Banacek                                          | Brooke Collins               |                                                                  |
| 1975 | Last Hours Before Morning                        | Yolanda Marquez              | TV film                                                          |
| 1977 | Fantasy Island                                   | Michelle                     | Első epizód.                                                     |
| 1977 | The Night They Took Miss Beautiful               | Reba Bar Lev                 | TV film                                                          |
| 1978 | Dallas                                           | Pamela Barnes Ewing          | 251 epizódban szerepelt 1978–1987-ig.                            |
| 1979 | Greatest Heroes of the Bible                     | Queen Esther                 |                                                                  |
| 1979 | Hawaii Five-O                                    | Dolores Kent Sandover        |                                                                  |
| 1980 | Pleasure Palace                                  | Patti Flynn                  | TV film                                                          |
| 1982 | Több, mint futó kaland (Not Just Another Affair) | Dr. Diana Dawson             | TV film                                                          |
| 1982 | Fridays                                          | Önmaga                       | Élő tv komédia show. ABC. 2/19/82.                               |
| 1987 | A szerető (Mistress)                             | Rae Colton                   | TV film                                                          |
| 1989 | Naked Lie                                        | Joanne Dawson                | TV film                                                          |
| 1989 | Vak szemtanú (Blind Witness)                     | Maggie Kemlich               | TV film                                                          |
| 1990 | Sparks: The Price of Passion                     | Patricia Sparks              | TV film                                                          |
| 1991 | Don't Touch My Daughter                          | Linda                        | TV film                                                          |
| 1992 | The Burden of Proof                              | Margy Allison                | TV film                                                          |
| 1992 | Seduction: Three Tales from the 'Inner Sanctum'  | Patty/Sylvia                 | TV film                                                          |
| 1993 | River of Rage: The Taking of Maggie Keene        | Maggie Keene                 | TV film                                                          |
| 1994 | Elszabadult indulatok (Beyond Obsession)         | Eleanor DiCarlo              | TV film                                                          |
| 1994 | Home Improvement                                 | Les Thompson                 |                                                                  |
| 1995 | Dancing in the Dark                              | Anna Forbes                  | TV film                                                          |
| 1995 | The Larry Sanders Show                           | Önmaga                       |                                                                  |
| 1996 | Végső hajsza (The Abduction)                     | Kate Finley                  | TV film                                                          |
| 1997 | Újrakezdés (Love in Another Town)                | Maggie Sorrell               | TV film                                                          |
| 1999 | Just Shoot Me!                                   | Roberta                      |                                                                  |
| 1999 | Jack & Jill                                      | Mrs. Cecilia Barrett         | További két megjelenés 1999-ben és 2001-ben. Ugyanaz a karakter. |
| 1999 | Family Guy                                       | Pamela Barnes Ewing          | Második megjelenése 2000-ben történt, mint "Dr. Amanda Rebecca.  |
| 2000 | Providence (tévésorozat)                         | Donna Tupperman              | Három megjelenés 2000-ben, ugyanaz a karakter.                   |
| 2000 | The Practice (tévésorozat)                       | Courtney Hansen              |                                                                  |
| 2000 | Titánok (Titans) (tévésorozat)                   | Gwen Williams                | 14 megjelenés 2000–2001-ig, ugyanaz a karakter.                  |
| 2004 | Dallas Reunion: Return to Southfork              | Önmaga / Pamela Barnes Ewing | TV film                                                          |